# Nicolas de Condorcet
Jean Antoine Nicolas Caritat markiz de Condorcet (ur. 17 września 1743 w Ribemont, zm. 29 marca 1794 w Bourg-la-Reine) – francuski filozof-racjonalista, matematyk, ekonomista i polityk. Jako jeden z pierwszych w historii głosił liberalizm w ekonomii, powszechną i bezpłatną edukację, konstytucjonalizm, równouprawnienie kobiet i ludzi wszystkich ras.

## Życiorys
Urodzony w rodzinie arystokratycznej, wcześnie stracił ojca, wychowywała go matka – pobożna katoliczka. Uczył się w Kolegium Jezuickim w Reims i Paryżu, gdzie wyróżniał się zdolnościami matematycznymi. Jego nauczycielem był słynny Jean le Rond d’Alembert.
W 1765 opublikował pierwsze dzieło matematyczne Essai sur le calcul intégral, które przyniosło mu sławę. 25 lutego 1769 przyjęto go do Akademii Francuskiej. Wydane w 1772 kolejne dzieło o rachunku całkowym okazało się przełomem w matematyce. Zaprzyjaźnił się ze znanym ekonomistą Jakiem Turgotem, współpracował też z uczonymi: Leonhardem Eulerem i Benjaminem Franklinem, był członkiem wielu akademii i towarzystw naukowych.
Zwolennik szkolnictwa powszechnego. Warunkiem sine qua non realnego upowszechnienia nauki według Condorceta była bezpłatność szkoły.
Od 1774 poświęcił się karierze politycznej (jako Generalny Inspektor Finansów) oraz filozofii. Szczególnie zajmował się kwestią równouprawnienia kobiet i czarnoskórych niewolników, głosząc konieczność abolicji. Od 1780 był przewodniczącym Towarzystwa Przyjaciół Czarnych. Propagował osiągnięcia Stanów Zjednoczonych w dziedzinie praw obywatelskich i domagał się wprowadzenia ich we Francji. Był pionierem zastosowania matematyki w naukach społecznych, przy opracowaniu metod liczenia głosów w wyborach. Był stronnikiem Woltera.
Od 1789 wziął czynny udział w rewolucji francuskiej, będąc posłem i sekretarzem Konstytuanty jako umiarkowany żyrondysta. Popierał powstanie monarchii konstytucyjnej. Domagał się przyznania kobietom czynnego prawa wyborczego (z tego względu uznawany jest za pioniera feminizmu pierwszej fali). Był także przeciwnikiem kary śmierci.
Po 1793 odsunięty od udziału w polityce wraz z innymi żyrondystami. Z powodu krytyki radykalnych rewolucjonistów-republikanów został uznany za „zdrajcę narodu” i zaczął ukrywać się w Paryżu, w obawie przed aresztowaniem. W ukryciu napisał swoje najważniejsze dzieło: Esquisse d'un tableau historique des progrès de l'esprit humain (opublikowane w 1795), które przedstawiało historyczny i społeczny rozwój ludzkości. Zdaniem Condorceta postęp w nauce wiąże się z rozwojem praw i instytucji demokratycznych.
27 marca 1794 podczas próby ucieczki z Paryża został zatrzymany i uwięziony w Bourg-la-Reine, gdzie 2 dni później znaleziono go martwego w celi. Okoliczności tej śmierci do dziś są niejasne, być może rewolucjoniści zamordowali go obawiając się jego publicznej egzekucji (ze względu na sympatię, jaką darzył go lud).
W 1989 został uroczyście pochowany w paryskim Panteonie z okazji 200-lecia rewolucji francuskiej.

## Najważniejsze dzieła

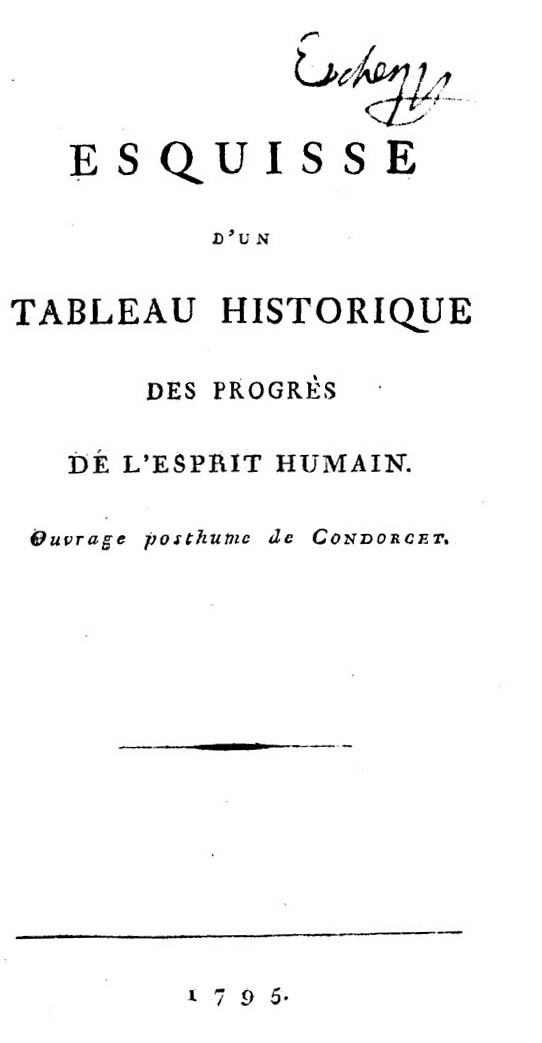
Esquisse d'un tableau historique des progres de l'esprit humain, 1795

- Essay on the Application of Analysis to the Probability of Majority Decisions (1785)
- Vie de Voltaire (Życie Woltera) (1789)
- De l'admission des femmes au droit de cité (O nadaniu kobietom praw obywatelskich) (1790)
- Esquisse d'un tableau historique des progrès de l'esprit humain (Szkic obrazu postępu ducha ludzkiego poprzez dzieje) (opublikowany w 1795)